# جورج وود وينغيت
جورج وود وينغيت (بالإنجليزية: George Wood Wingate)‏ هو محامي أمريكي، ولد في 1840 في نيويورك في الولايات المتحدة، وتوفي في 1928 في بروكلين في الولايات المتحدة.